# Paypayrola confertiflora
Paypayrola confertiflora är en violväxtart som beskrevs av Louis René Tulasne. Paypayrola confertiflora ingår i släktet Paypayrola och familjen violväxter. Inga underarter finns listade i Catalogue of Life.